# Свято-Михайлівський храм (Іллінка)
Свято-Михайлівський храм — храм Кам'янської єпархії РПЦ в Україні, що розташовано у селі Іллінка Криничанського району Дніпропетровської області. Архітектура Свято — Михайлівського храму села Іллінка унікальна й єдина в Україні.
Адреса храму: Дніпропетровська область, Криничанський район, Іллінка, Широка вулиця, 65. Працює по неділях.

## Галерея

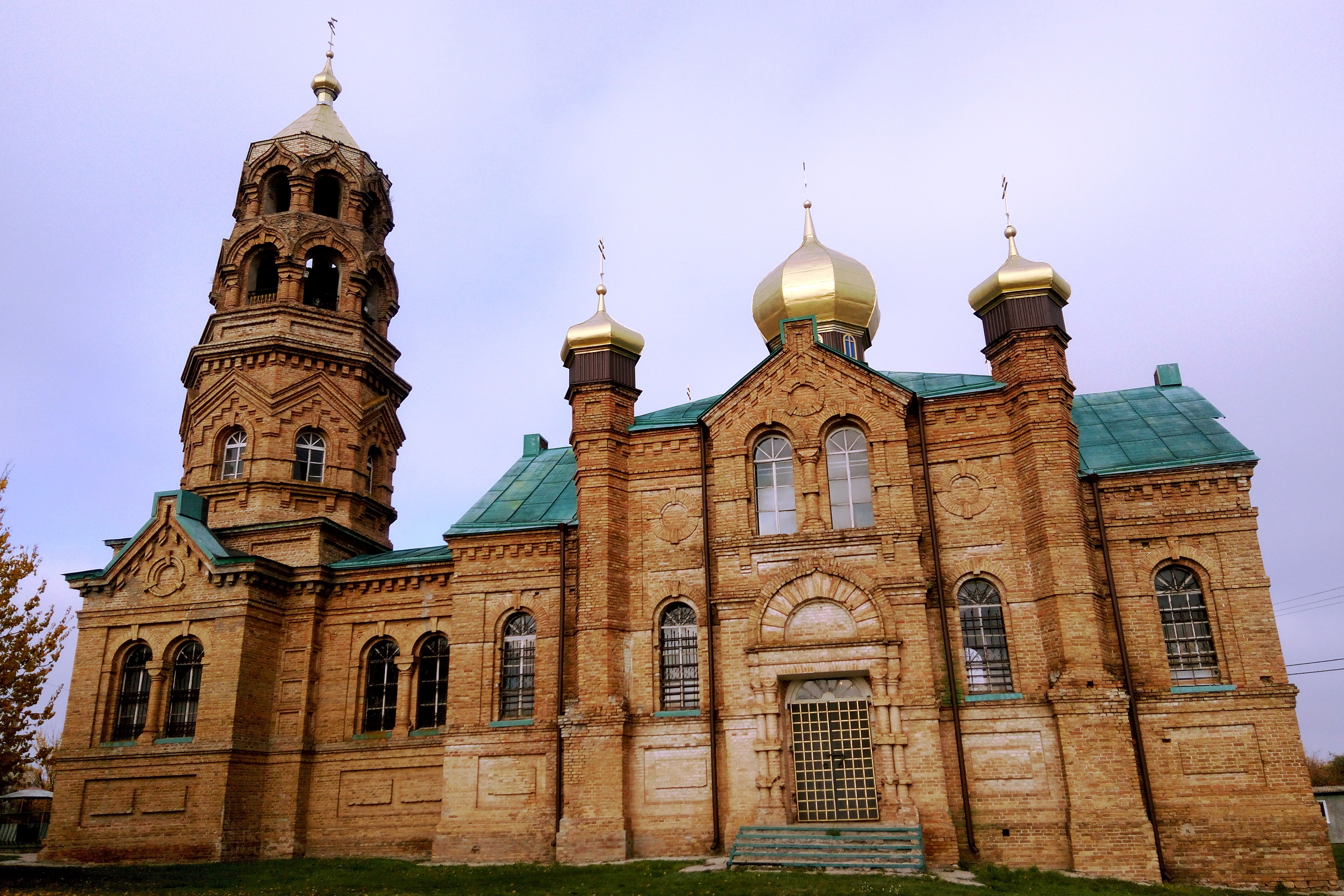
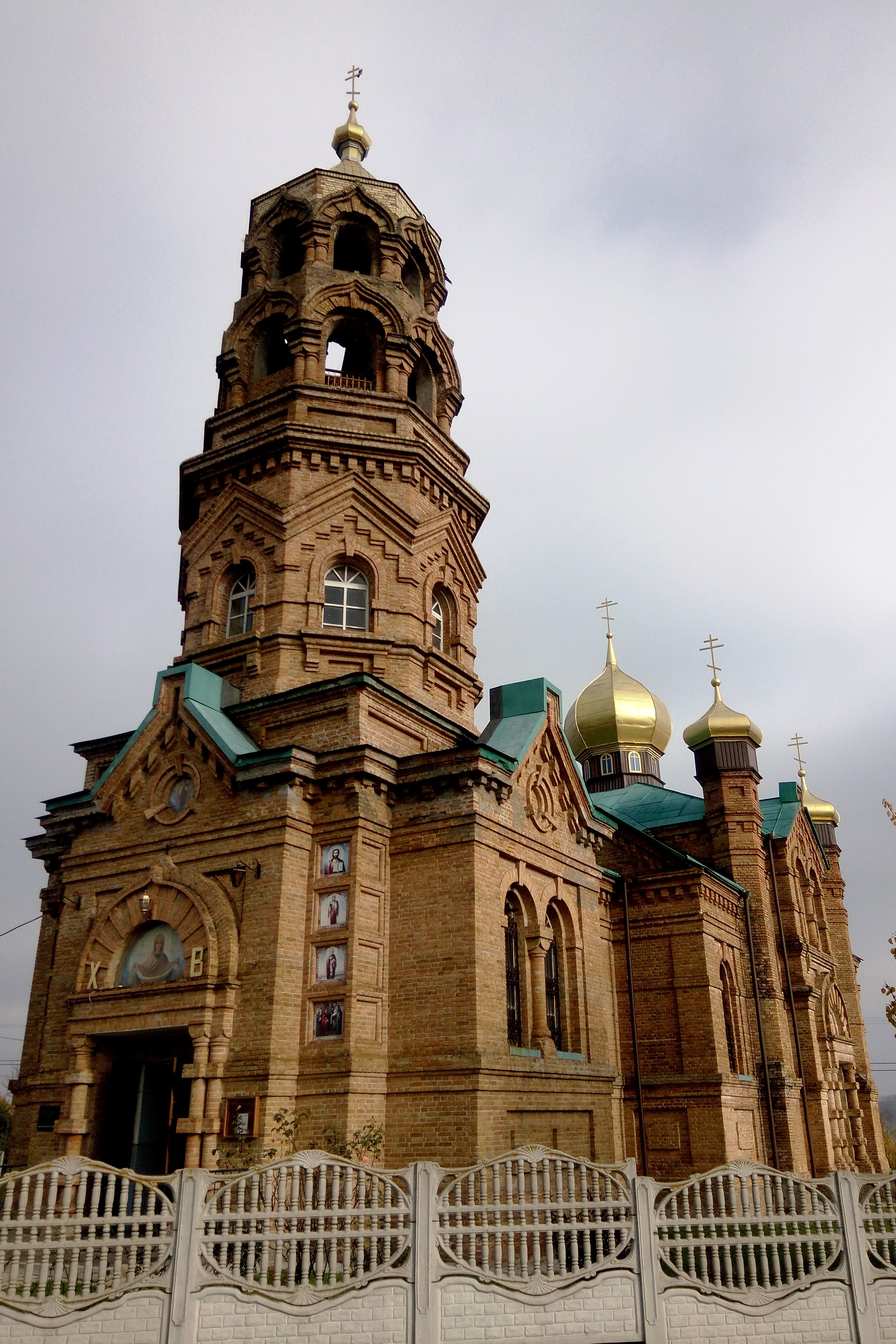
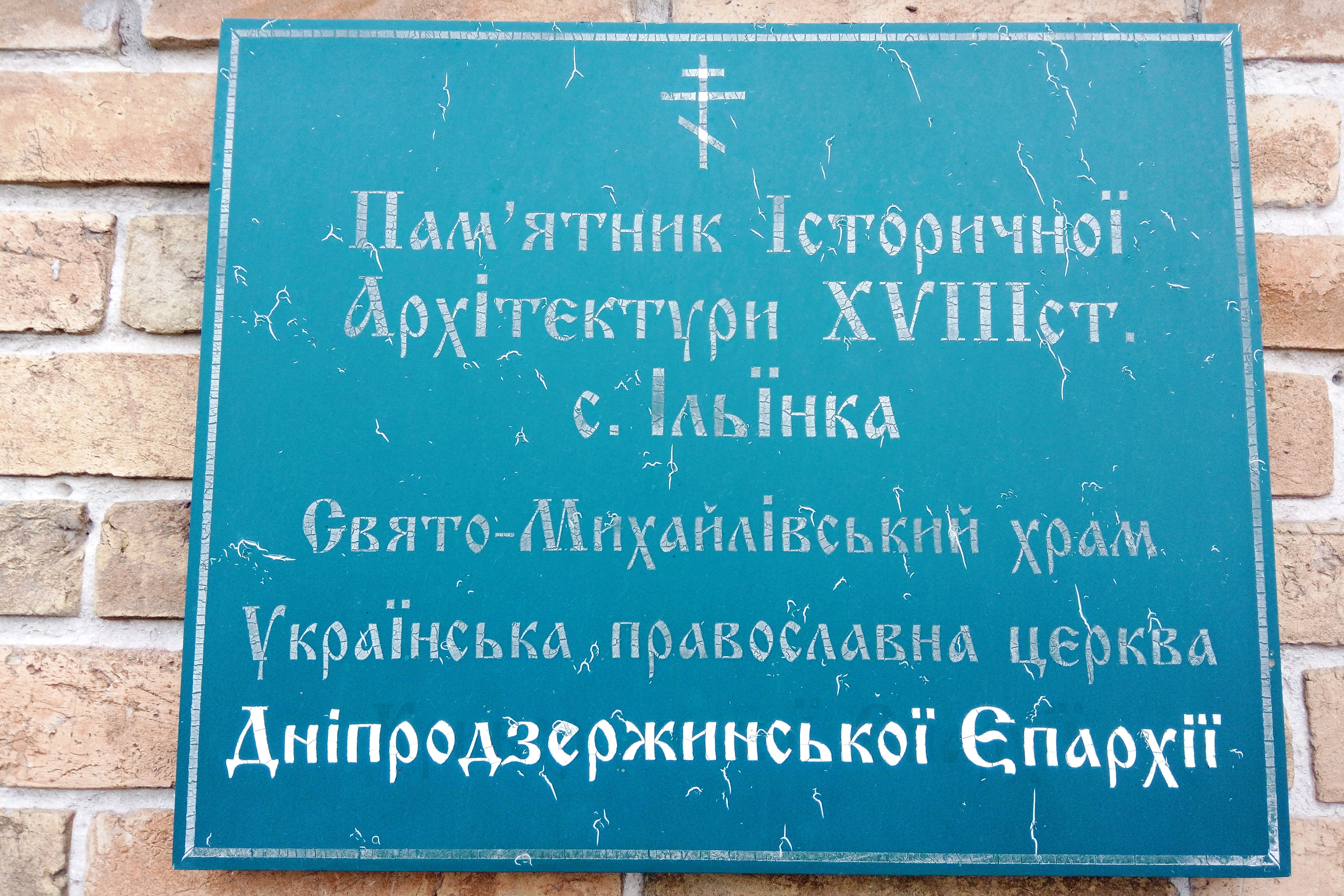
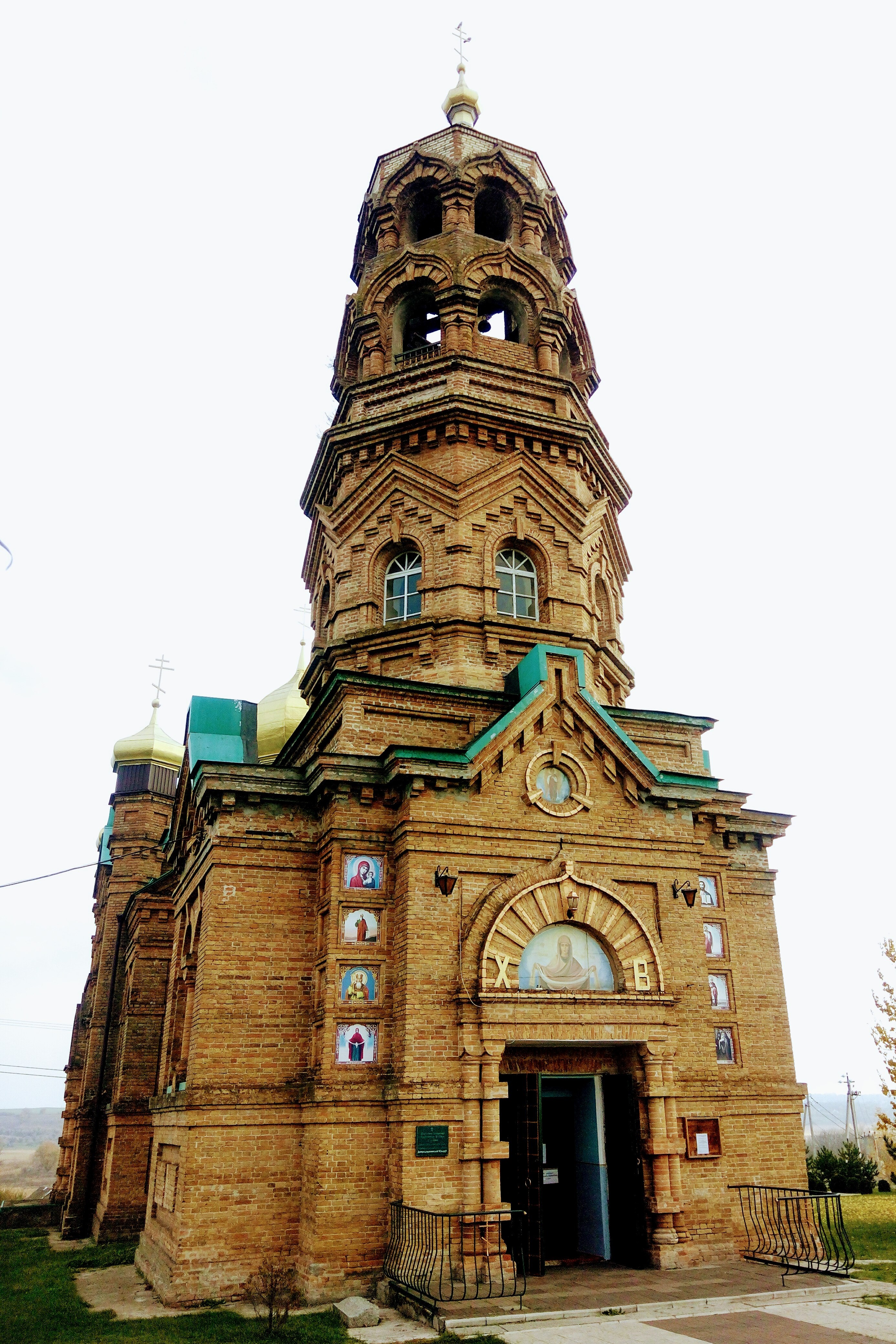
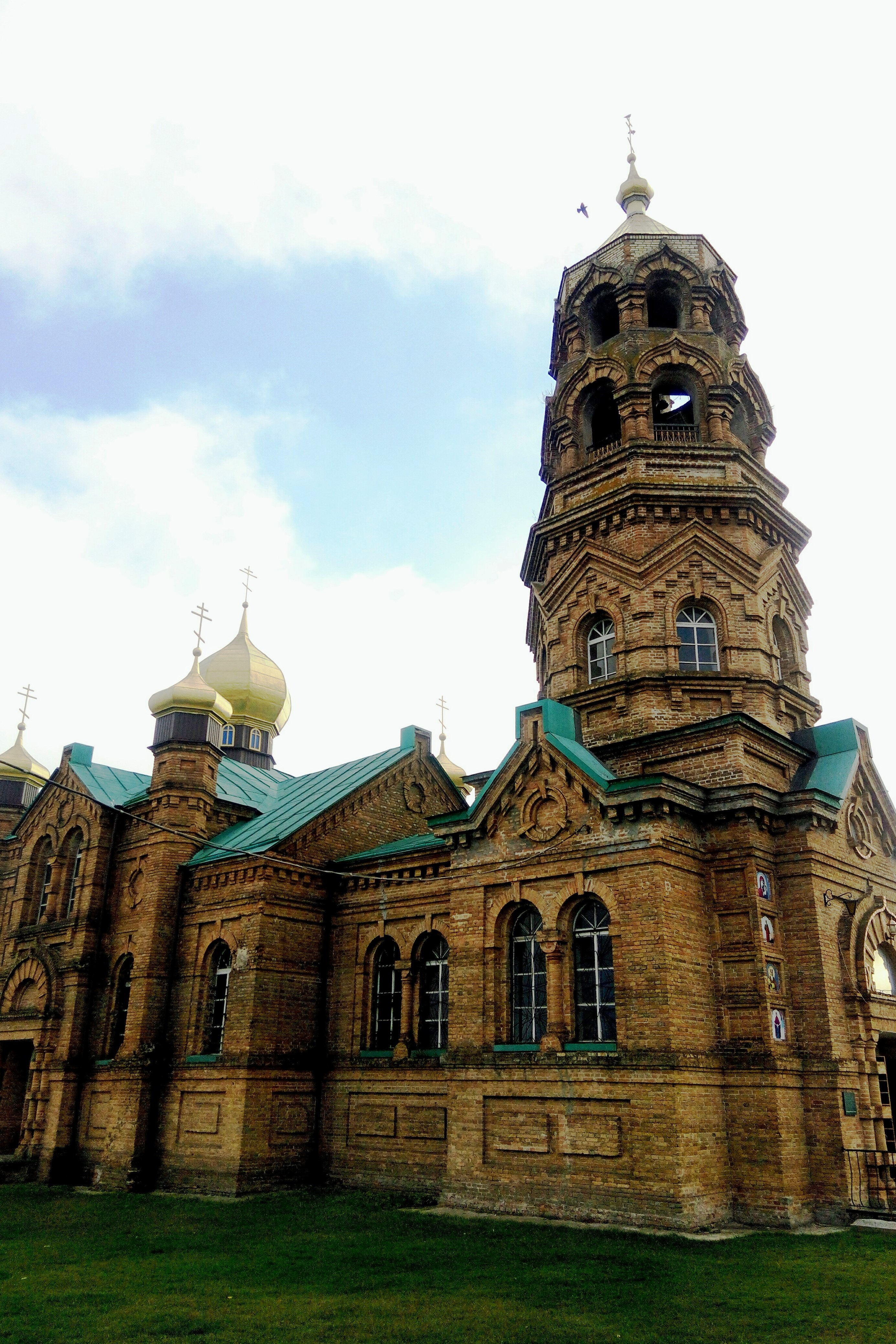

## Історія
Російська імператриня Катерина II надала колишню козацьку землю відставному прапорщику Іллі Михайловичу Малама. Власницьке село назвали на його честь — село Іллінка. У 1796 році тут звели Свято — Михайлівський храм.
За більшовиків Свято — Михайлівський храм слугував складом під зерно.
За німецько-радянської війни Свято — Михайлівський храм села незначно постраждав. Відмітини були залишені на стінах.
Усередині Свято — Михайлівського храму села Іллінка Криничанського району Дніпропетровської області є чудотворна ікона, яку знайшли на дзвіниці храму.